# Themira flavicoxa
Themira flavicoxa är en tvåvingeart som beskrevs av Axel Leonard Melander och Arnold Spuler 1917. Themira flavicoxa ingår i släktet Themira och familjen svängflugor. Inga underarter finns listade i Catalogue of Life.